# 37630 Thomasmore
1993 TM20 (asteroide 37630) é um asteroide da cintura principal. Possui uma excentricidade de 0.18114660 e uma inclinação de 2.28473º.
Este asteroide foi descoberto no dia 9 de outubro de 1993 por Eric Walter Elst em La Silla.